# Бодики
Боди́́ки (словац. Bodíky, угор. Nagybodak) — село, громада в окрузі Дунайська Стреда, Трнавський край, західна Словаччина. Кадастрова площа громади — 24,75 км². Населення — 260 осіб (за оцінкою на 31 грудня 2017 р.).

## Історія
Перша згадка 1272 року як Bodak. Історичні назви: Wamosbodlak (1463), Nagy Bodák (1512), Bodíky (1948); угор. Bodak, Nagybodak.
1938—1945 рр — під окупацією Угорщини.
З 1960 року село адміністративно підпорядковувалося громаді Горни Бар.

## Населення
| Рік:            | 1994. | 2004.    | 2014.   | 2024.    |
| --------------- | ----- | -------- | ------- | -------- |
| Кількість осіб: | 362   | 288      | 268     | 296      |
| Різниця:        |       | -20,44 % | -6,94 % | +10,44 % |

| Рік:            | 2023. | 2024. |
| --------------- | ----- | ----- |
| Кількість осіб: | 296   | 296   |
| Різниця:        |       | +0 %  |